# Владислав I Освенцимский
Владислав I Освенцимский (пол. Władysław I oświęcimski; (1275/1280 — 1321/1324) — князь освенцимский (1314/1315 — 1321/1324), старший сын князя цешинского Мешко I. Имя его матери неизвестно. Представитель Силезской линии Пястов.

## Биография
В 1290 году, вскоре после того как его отец Мешко I стал самостоятельным князем Цешинским, Владислав был назначен его соправителем.
В 1314/1315 году после смерти князя Мешко I Цешинское княжество было разделено между его сыновьями. По неизвестным причинам Владислав получил во владение не столичный Цешин, а имевший гораздо меньшее значение Освенцим. Это стало причиной конфликта Владислав с младшим братом, князем цешинским Казимиром I. Они также заняли разные стороны в политической борьбе: Владислав Освенцимский был сторонником князя краковского, а затем короля польского Владислава Локетека, а его младший брат Казимир Цешинский поддерживал претензии на краковский трон чешского короля Вацлава II.
Точная дата смерти Владислава неизвестна, он скончался между 1321 и 1324 годом и был похоронен в доминиканском костёле в Освенциме.
Его единственный сын Ян был предназначен к духовной карьере, так как уже в декабре 1321 года получил сан схоластика краковского, но после смерти отца был вынужден отказаться от сана и унаследовал Освенцимское княжество.

## Семья
В 1306 году князь Владислав Освенцимский женился на Евфросинье Мазовецкой (1292—1328/1329), дочери князя плоцого Болеслава II Мазовецкого (ум. 1313) и Кунгуты Чешской (1265—1321), дочери короля Чехии Пржемысла Отакара II. Дети от этого брака:
- Ян I Схоластик (1308/1310-1372), князь освенцимский
- Анна (ум. 1354), жена воеводы Трансильвании Томаша Сеченьи (ум. 1354)
- Дочь, монахиня в Рацибуже.